# Petalostelma bracteolatum
Petalostelma bracteolatum är en oleanderväxtart som först beskrevs av Eugène Pierre Nicolas Fournier, och fick sitt nu gällande namn av J. Fontella Pereira. Petalostelma bracteolatum ingår i släktet Petalostelma och familjen oleanderväxter. Inga underarter finns listade i Catalogue of Life.